# Caio Lutácio Cátulo
Caio Lutácio Cátulo (em latim: Gaius Lutatius Catulus) foi um político da gente Lutácia da República Romana eleito cônsul em 242 a.C. com Aulo Postúmio Albino. Foi o primeiro de sua gente a chegar ao consulado. Seu irmão, Quinto Lutácio Cercão, foi cônsul em 241 a.C. e censor em 236 a.C..

## Primeiros anos
A Primeira Guerra Púnica já durava mais de vinte e dois anos e ambos os lados estavam esgotados, mas nenhum deles revelava a intenção de abandonar a luta. Desde a Batalha de Panormo, em 250 a.C., os romanos já dominavam toda a Sicília, com exceção de Lilibeu, Drépano e o acampamento fortificado de Érice, que desafiaram todas as tentativas de assalto. Os cônsules se limitavam a bloqueá-las por terra enquanto o general cartaginês Amílcar Barca formava um exército com o qual esperava poder desafiar os romanos em campo aberto.
Além disso, os cartagineses tinham a supremacia absoluta no mar, pois os romanos, desanimados com a perda de quatro grandes frotas e suas tripulações num prazo muito curto (255–249 a.C.), um total de mais de 600 navios, finalmente abandonaram sua aventura marítima depois que o almirante Aderbal derrotou Públio Cláudio Pulcro na Batalha de Drépano em 249 a.C..

## Consulado (242 a.C.)

Teatro de operações da Primeira Guerra Púnica entre 248 e 241 a.C..
Território siracusano
Território cartaginês
Territórios romanos
1. Amílcar Barca apóia Drépano, que esta sitiada, e saqueia a costa italiana.
2. Amílcar desembarca em monte Ercte.
3. Amílcar muda sua base de monte Ercte para Érice (Eryx).
4. Vitória naval romana nas ilhas Égadas e queda de Drépano. Cartago pede a paz (241 a.C.).

Cátulo foi eleito com Aulo Postúmio Albino em 242 a.C., o vigésimo-terceiro ano da Primeira Guerra Púnica. O Senado, convencido de que só havia um caminho para a vitória, decidiu realizar um último esforço desesperado. Uma frota de 200 navios de guerra foi construída em tempo recorde, principalmente por causa da generosidade patriótica de ricos indivíduos que se apresentaram para apoiar a República com empréstimos voluntários, e os cônsules receberam ordens de comandá-la.
Albino, sendo flâmine de Marte, foi proibido pelo pontífice máximo Lúcio Cecílio Metelo de deixar a cidade e, em seu lugar, foi nomeado o pretor Quinto Valério Falto. Cátulo, antes de partir, ansioso com o resultado de uma campanha tão importante, decidiu consultar o oráculo da Fortuna em Preneste, mas foi proibido, pois foi considerado impróprio para um general romano intermediasse com qualquer deus para salvar a cidade.

### Campanha
A construção dos navios foi tão rápida que a nova frota apareceu na costa da Sicília ainda no início do verão, enquanto a frota cartaginesa ainda estava em seus portos de inverno. O porto de Drépano foi imediatamente ocupado e seguiu-se um feroz ataque à cidade, por terra e pelo mar. Porém, no auge do combate, Cátulo foi ferido e as operações foram suspensas por um tempo. Enquanto isso, manteve seus marinheiros em intensa rotina de treinamentos, o que melhorou muito a habilidade deles em todas as manobras náuticas mais conhecidas.
Notícias sobre os acontecimentos na Sicília chegaram a Cartago e uma poderosa armada foi enviada apressadamente, carregada de provisões e armas de cerco para aliviar Drépano, mas com tripulantes inexperientes e mal treinados. O grande objetivo de Hanão, o almirante cartaginês, era, como lembra Políbio, chegar até Érice sem atrair a atenção dos romanos para poder desembarcar sua carga e tripular os navios com as disciplinadas tropas de Amílcar Barca.
Porém, seus movimentos já eram conhecidos por Cátulo, que resolveu correr o risco de um enfrentamento, mesmo não estando ainda apto a lutar. A execução de seu plano ficou, em grande medida, a cargo de Falto.

### Batalha das ilhas Égadas
A frota, por conta disto, passou pelas ilhas Égadas, bem à frente de Lilibeu, e, a partir dali, ao alvorecer de 10 de março de 241 a.C., descobriu a esquadra inimiga. Cátulo, com poderes proconsulares, pesou o risco entre atacar com o vento à sua proa versus o de deixar que Hanão se encontrasse na Sicília com Amílcar Barca. Apesar das condições desfavoráveis, o cônsul decidiu interceptar os cartagineses e ordenou a formação de batalha. Mandou baixar os mastros, velas e atirou ao mar todos os equipamentos inúteis para deixar mais leves seus navios naquelas condições difíceis.
O resultado da batalha foi uma vitória decisiva dos romanos. Dos navios carregados de Hanão, que não conseguiam nem manobrar e nem lutar, setenta foram capturados, cinquenta foram afundados e o resto, por conta de uma virada do vento para o leste, escapou. Esta vitória foi um golpe decisivo na marinha cartaginesa.

### Tratado de paz

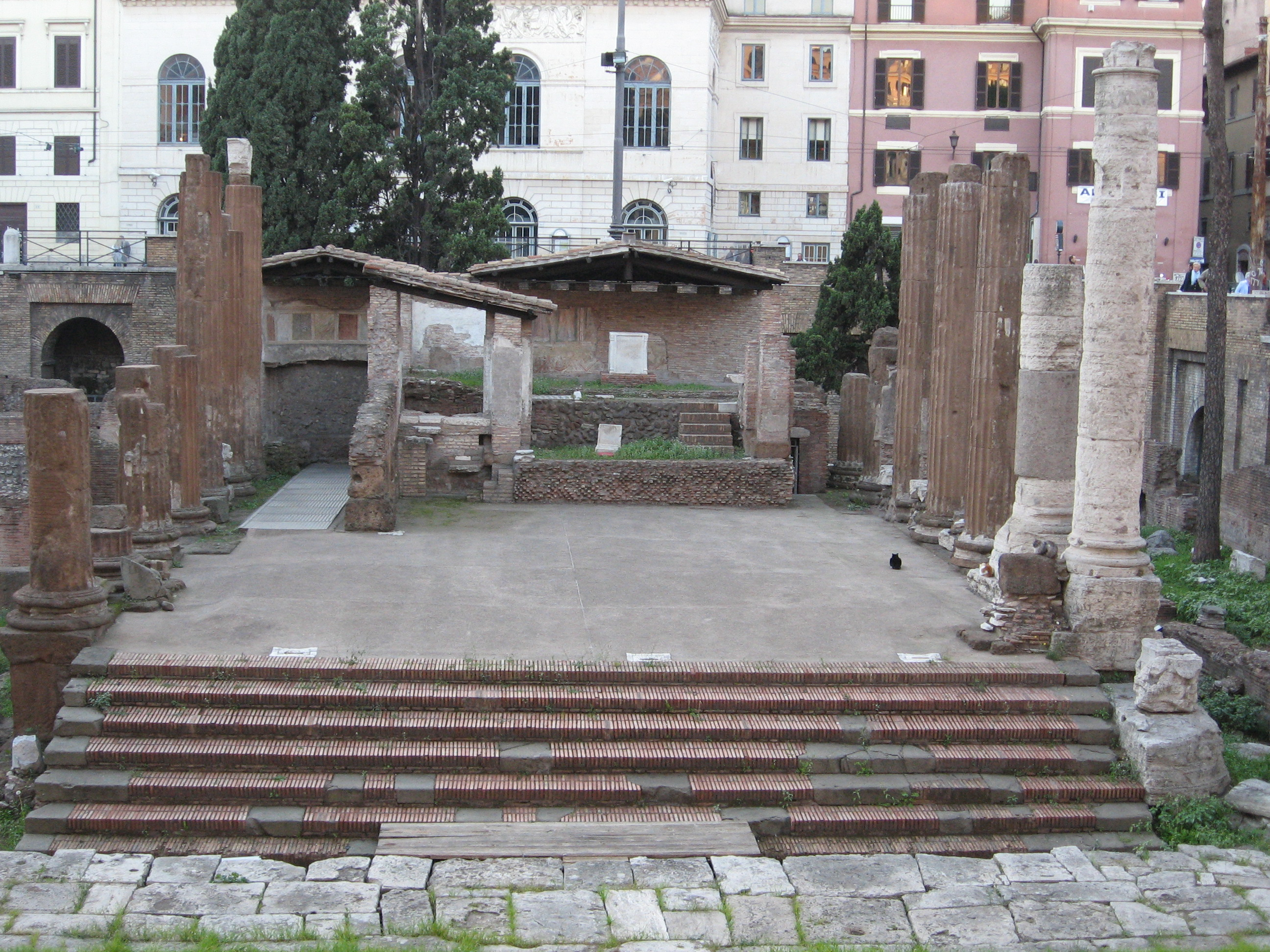
Ruínas do Templo de Juturna, em Roma, construído por Cátulo para celebrar sua vitória na Batalha das Ilhas Égadas.

Em Cartago, a notícia do desastre fez com que seus senadores, conscientes de que não havia mais homens ou dinheiro para prosseguir com a guerra, enviaram um mensageiro com toda pressa até Amílcar Barca, investindo-o com a autoridade necessária para aceitar as melhores condições de paz que conseguisse obter.
Cátulo estava ansioso para cobrir-se da glória de firmar uma paz antes que seu mandato terminasse e as tratativas preliminares foram rapidamente concluídas. As condições negociadas foram:
- Os cartagineses deveriam evacuar toda a Sicília e estavam proibidos de lutar contra Hierão II de Siracusa ou qualquer outro aliado dele.
- Os prisioneiros romanos deveriam ser devolvidos sem o pagamento de resgates.
- Cartago deveria pagar aos romanos 2 200 talentos em parcelas pelos próximos vinte anos.

Porém, estas condições não foram aprovadas pelo povo romano e dez comissários foram enviados para discutir alguns ajustes: o dinheiro da indenização devia ser aumentado para 3 200 talentos e o prazo total para o pagamento, reduzido para dez anos. Além disto, os cartagineses deveriam abandonar também todas as ilhas entre a península Itálica e a Sicília.

## Celebração
Em seu retorno, Cátulo recebeu seu merecido triunfo, celebrado em 4 de outubro de 241 a.C, apesar da oposição de Falto, que queria, contrário a todos os princípios do direito militar que norteava a vida romana, que a glória fosse toda dele, pois o comandante-em-chefe da armada romana, por conta de seu ferimento, não foi capaz de ter um papel ativo no combate final. Chamado a arbitrar, o idoso ex-ditador Aulo Atílio Calatino decidiu em favor de Cátulo.
Para celebrar sua vitória, Cátulo mandou construir o Templo de Juturna no Campo de Marte, um templo cujas ruínas estão visíveis ainda hoje na "Área Sacra" do Largo di Torre Argentina.